# Dexosarcophaga carvalhoi
Dexosarcophaga carvalhoi är en tvåvingeart som beskrevs av Guilherme A.M.Lopes 1980. Dexosarcophaga carvalhoi ingår i släktet Dexosarcophaga och familjen köttflugor. Inga underarter finns listade i Catalogue of Life.